# Taiwanischer Schwarzbär
Der Taiwanische Schwarzbär (Ursus thibetanus formosanus) ist eine Unterart des Asiatischen Schwarzbären (Ursus thibetanus). Der Taiwanische Schwarzbär ist auf Taiwan beheimatet und neben dem Sambarhirsch dort das größte wildlebende Tier sowie die einzige Bärenart der Insel. Er hält sich meist in den Bergwäldern auf, welche die östlichen zwei Drittel der Insel bedecken. Er wird meist in 1000 bis 3500 Metern Höhe gesichtet. In früheren Zeiten besiedelte er die Höhenlagen der gesamten Insel Taiwan, während die Tiere heute nur noch in einzelnen Regionen des Zentralgebirges und des Xueshan-Gebirges leben.
Der Taiwanische Schwarzbär ist ein Allesfresser. Den Hauptanteil seiner Nahrung bilden Blätter, Knospen, Früchte, Wurzeln, Insekten und kleinere Tiere. Bei Gelegenheit frisst er auch Aas. Schwarzbären sind Einzelgänger und streifen weit umher. Nur die Weibchen sind während der Aufzucht der Jungen ortstreuer.

## Gefährdung
Der Bär genießt seit 1989 absoluten Schutzstatus. Die Zahl der wildlebenden Tiere wurde auf 200 bis 300 geschätzt, so dass die Weltnaturschutzunion IUCN ihn als vom Aussterben bedroht klassifiziert hat.
Am meisten ist der Bär durch die Zerstörung und menschliche Zersiedlung seines Lebensraums gefährdet. Ein gewisses Problem stellt weiterhin auch die illegale Jagd dar. Nicht wenige Bären werden durch illegale Fallen (Fangeisen etc.) erheblich verletzt. Bärengalle, -fett, -knochen, -fleisch und -blut spielen eine gewisse Rolle in der traditionellen chinesischen Medizin. Bärentatzen galten früher als Delikatesse. In einer Veröffentlichung aus dem Jahr 1989 wurde geschätzt, dass ein erlegter Bär dem Jäger einen Erlös in der Höhe eines halben Jahreseinkommens einbrachte. Allein die Gallenblase eines Bären wurde auf durchschnittlich 831 US$ taxiert.